# Catocala leechi
Catocala leechi là một loài bướm đêm thuộc họ Erebidae. Nó được tìm thấy ở Kashmir.